# Vriesea fradensis
Vriesea fradensis är en gräsväxtart som beskrevs av And.Costa. Vriesea fradensis ingår i släktet Vriesea och familjen Bromeliaceae. Inga underarter finns listade i Catalogue of Life.